# Patricia Cornwell

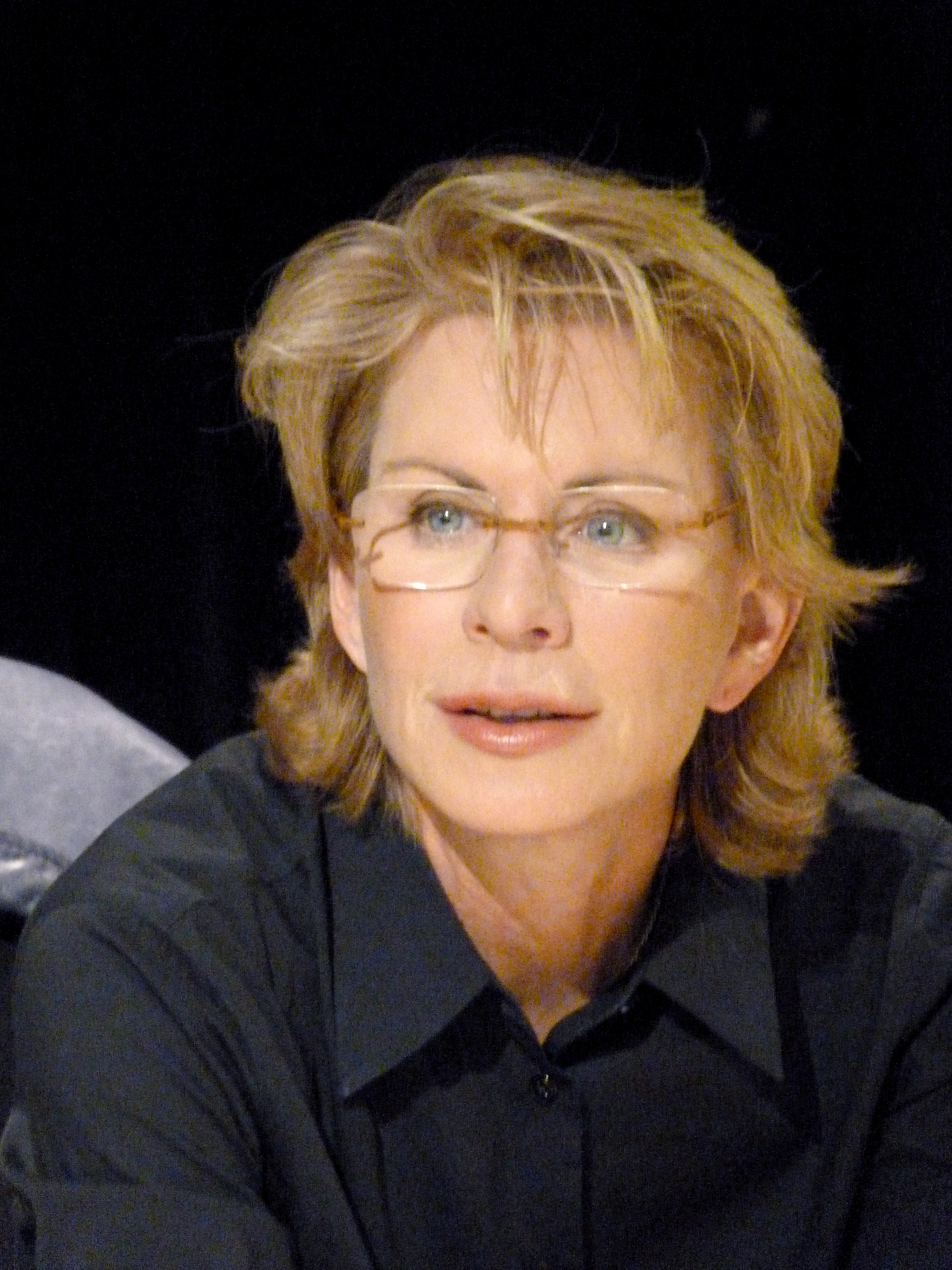
Patricia Cornwell (2011)

Patricia Daniels Cornwell (* 9. Juni 1956 in Miami, Florida) ist eine US-amerikanische Schriftstellerin und Erfinderin der Romanfiguren Kay Scarpetta sowie des Trios Judy Hammer, Andrew Brazil und Virginia West.

## Biografie
1956 wurde Cornwell in Miami geboren. Sie ist eine Nachfahrin von Harriet Beecher Stowe und ein Kind von Pat Daniels. Sie hat noch zwei Geschwister, einen älteren und einen jüngeren Bruder. Nach dem Abschluss der Highschool ging sie auf das King College. Gleichzeitig entdeckte sie ihre Leidenschaft für das Tennisspielen. Sie bekam ein Stipendium für das Davidson College und war damit eine der ersten Frauen, die von diesem College aufgenommen wurden. Kurz nach dem Studium begann sie die Arbeit als „Mädchen für alles“ bei der Zeitung Charlotte Observer, bevor sie zur Polizei-Reporterin wurde. Ihre Artikelserie über die Kriminalität in der Stadt Charlotte gewann mehrere Preise.
Cornwell schrieb die Biografie von Ruth Bell Graham. Diese erschien 1983 im Verlag Harper & Row unter dem Titel A Time for Remembering. Sie bekam positive Kritiken, verkaufte sich gut und verschaffte Cornwell so erste Anerkennung als Schriftstellerin. Daraufhin bekam sie auch Angebote für weitere Biografien religiöser Personen. Eine Überarbeitung dieser ersten Biografie erschien 1997 als Ruth, a Portrait: The Ruth Bell Graham Story.
Der Durchbruch als Autorin gelang Patricia Cornwell im Jahr 1990 mit dem Kriminalroman Ein Fall für Kay Scarpetta (Originaltitel: Post Mortem) und der darin erschaffenen Figur der gleichnamigen Gerichtsmedizinerin. Die damals begonnene Krimireihe wird bis heute fortgeführt. Patricia Cornwell erwarb sich mit ihren Romanen auch bald den Ruf, gut für ihre Handlungen zu recherchieren. Dennoch schrieb sie 2004 in Die Dämonen ruhen nicht in einer (allerdings nicht handlungserheblichen) Episode des Buches, die in Stettin spielt, Deutschland hindere seit dem Zweiten Weltkrieg fremde Schiffe daran, in den Hafen von Szczecin einzulaufen, und sei so hauptverantwortlich für die scheinbare Armut in der polnischen Hafenstadt.
2002 veröffentlichte Patricia Cornwell Wer war Jack the Ripper, ein Buch über eine von ihr finanzierte und geleitete Untersuchung über die Identität des bekannten Serienmörders im London des späten 19. Jahrhunderts. Dabei kamen Technologien wie DNA-Untersuchungen von Hinterlassenschaften damaliger Verdächtiger zum Einsatz. Hobby-Kriminologin Cornwell kam zu dem Schluss, dass der Maler Walter Sickert der Täter sein müsse. Die Untersuchungen und die daraus abgeleitete Theorie sind jedoch unter Kennern des Ripper-Falls stark umstritten und wissenschaftlich unhaltbar.
Cornwell war mit dem Professor Charles Cornwell verheiratet. Die Ehe wurde 1989 geschieden. Cornwell lebt gegenwärtig offen homosexuell und heiratete 2007 Dr. Staci Ann Gruber.

## Romanfiguren

### Kay Scarpetta
Während der Entstehungsphase von Ein Fall für Kay Scarpetta lernte Cornwell Marcella Fierro, die Leiterin der Gerichtsmedizin des Staates Virginia, kennen, durch die sie viele Einzelheiten über die gerichtsmedizinische Arbeit erfuhr. Diese Kenntnisse benutzte Cornwell als Grundlage für die Bücher um Kay Scarpetta.
Kay Scarpetta war in der Roman-Serie über lange Zeit hinweg wie die reale Marcella Fierro als leitende Gerichtsmedizinerin des Bundesstaates Virginia tätig. In dieser Zeit spielen die ersten elf Bücher der Reihe. Begleitet wird Kay Scarpetta in den meisten dieser Bücher von drei wichtigen Nebenfiguren: ihrer hochbegabten Nichte Lucy Farinelli, dem Richmonder Polizisten Pete Marino sowie dem FBI-Profiler Benton Wesley. Da Kay Scarpetta kaum Verwandte hat, stellen diese Figuren (die ebenfalls unter diesem Mangel leiden) eine Art Ersatzfamilie dar. In Das letzte Revier (The Last Precinct) wird Scarpetta aus ihrem Amt in Richmond verdrängt. Cornwell selbst betont die Parallelen zwischen ihrem eigenen Leben und dem Kay Scarpettas: Beide wurden in Miami geboren, beide sind geschieden, beide arbeiteten in der Gerichtsmedizin und beide hatten problematische Beziehungen zu ihren Vätern.
In den von 1990 bis 2000 erschienenen Scarpetta-Romanen hat Cornwell die Ich-Perspektive gewählt, in den ab 2003 erschienenen Romanen jedoch die auktoriale Erzählsituation. Scarpetta arbeitet nun als freischaffende forensische Beraterin mit Sitz in Florida. Dem Schicksal der oben genannten Nebenfiguren wird ein deutlich größerer Raum gewährt. Insbesondere Lucy Farinelli wird zu einem treibenden Faktor der Handlung.
Der geografische Schwerpunkt der meisten Bücher der Scarpetta-Reihe ist Richmond, die Hauptstadt des US-Bundesstaates Virginia. Die Handlungen der einzelnen Bücher der Scarpetta-Reihe nehmen häufig aufeinander Bezug, so dass empfohlen werden kann, sie in der zeitlichen Reihenfolge (siehe unten) zu lesen. Wiederkehrende Motive der Werke von Patricia Cornwell sind pathologisch handelnde Serientäter sowie das Thema Opferschutz. Der vierte Band der Scarpetta-Reihe Cruel and Unusual (deutsche Titel: Phantom oder Vergebliche Entwarnung) setzt sich außerdem kritisch mit dem Thema Todesstrafe in den USA auseinander.
Die Thriller von Patricia Cornwell sind keine sogenannten „Whodunits“. So ist in manchen Büchern die Identität des Täters von Anfang an bekannt. Vielmehr ist hier der Weg das Ziel; im Mittelpunkt stehen insbesondere die wechselvollen Ermittlungen auf der Suche nach dem oder den Tätern. Ein weiteres wichtiges Sujet der Handlung sind stets die nicht immer einfachen Beziehungen der oben erwähnten Hauptfiguren zueinander. Als eine der ersten Autorinnen des Genres führte Cornwell dabei bereits mit ihrem ersten Werk den Typus des Gerichtsmediziners als Zentralfigur der Handlung ein.

### Hammer, Brazil, West
Parallel schreibt Cornwell eine weitere, weniger erfolgreiche Buchreihe, die sich mehr mit Politik und dem Polizeiapparat in den USA befasst. In dieser Reihe sind die Polizeichefin Judy Hammer und ihre Angestellten Andrew Brazil und Virginia West die Hauptfiguren.

## Auszeichnungen
- 1990 John Creasey Memorial Award der Crime Writers’ Association (CWA) für Postmortem (dt. Ein Fall für Kay Scarpetta. Knaur, München 1992)
- 1991 Edgar Allan Poe Award – Kategorie Best First Novel der Mystery Writers of America (MWA) für Postmortem
- 1991 Anthony Award – Kategorie Best First Mystery der Anthony Boucher Memorial World Mystery Convention für Postmortem
- 1991 Macavity Award – Kategorie Best First Mystery Novel der Mystery Readers International (MRI) für Postmortem
- 1992 Prix du Roman d’Aventures der französischen Reihe Le Masque für Postmortem
- 1993 Gold Dagger der Crime Writers’ Association (CWA) für Cruel and Unusual (dt. Phantom oder Vergebliche Entwarnung)

## Werke

### Kay-Scarpetta-Romane
| #  | Jahr | Originaltitel        | Deutsche Titel                                                     | Bemerkungen |
| -- | ---- | -------------------- | ------------------------------------------------------------------ | --- |
| 1  | 1990 | Postmortem           | - Post Mortem - Ein Fall für Kay Scarpetta - Mord am Samstagmorgen | 2005 innerhalb der Stern-Krimi-Bibliothek-Reihe erschienen 2006 in der Blutschwestern-Reihe als Hörbuch erschienen Edgar Allan Poe Award, Macavity Award und Anthony Award (jeweils in der Kategorie "Bester Erstlingsroman"); John Creasey Memorial Award, Prix du Roman d’Aventures |
| 2  | 1990 | Body of Evidence     | - Flucht - Ein Mord für Kay Scarpetta                              | |
| 3  | 1992 | All That Remains     | - Das fünfte Paar - Herzbube                                       | |
| 4  | 1993 | Cruel and Unusual    | - Phantom - Vergebliche Entwarnung                                 | Gold Dagger Award 1993 |
| 5  | 1994 | The Body Farm        | - Body Farm - Das geheime ABC der Toten                            | |
| 6  | 1995 | From Potter’s Field  | Die Tote ohne Namen                                                | |
| 7  | 1996 | Cause of Death       | - Schuld - Trübe Wasser sind kalt                                  | |
| 8  | 1997 | Unnatural Exposure   | - Verderben - Der Keim des Verderbens                              | |
| 9  | 1998 | Point of Origin      | Brandherd                                                          | |
| 10 | 1999 | Black Notice         | Blinder Passagier                                                  | |
| 11 | 2000 | The Last Precinct    | Das letzte Revier                                                  | |
| 12 | 2003 | Blow Fly             | Die Dämonen ruhen nicht                                            | |
| 13 | 2004 | Trace                | Staub                                                              | |
| 14 | 2005 | Predator             | Defekt                                                             | |
| 15 | 2007 | Book of the Dead     | Totenbuch                                                          | |
| 16 | 2008 | Scarpetta            | Scarpetta                                                          | deutsch: August 2009 |
| 17 | 2009 | The Scarpetta Factor | Scarpetta Factor                                                   | englisch: 20. Oktober 2009 deutsch: 19. August 2010 |
| 18 | 2010 | Port Mortuary        | Bastard                                                            | englisch: 30. November 2010 deutsch: 16. September 2011 |
| 19 | 2011 | Red Mist             | Blut                                                               | englisch: 6. Dezember 2011 deutsch: 4. Oktober 2012 |
| 20 | 2011 | The Bone Bed         | Knochenbett                                                        | englisch: 16. Oktober 2012 deutsch: 4. Oktober 2013 |
| 21 | 2013 | Dust                 | Blendung                                                           | englisch: 12. November 2013 deutsch: 16. September 2014 |
| 22 | 2014 | Flesh and Blood      | Ihr eigen Fleisch und Blut                                         | englisch: November 2014 deutsch: 14. September 2015 |
| 23 | 2015 | Depraved Heart       | Paranoia                                                           | englisch: Oktober 2015 deutsch: September 2016, Hoffmann und Campe, Hamburg, ISBN 978-3-455-40456-2 |
| 24 | 2016 | Chaos                | Totenstarre                                                        | englisch: Oktober 2016 deutsch: September 2017, HarperCollins, Hamburg, ISBN 978-3-95967-125-5 |
| 25 | 2021 | Autopsy              | Autopsie                                                           | englisch: November 2021 deutsch: September 2022, Kampa, Zürich, ISBN 978-3-311-12567-9 |

und zwei Kochbücher mit Kay Scarpetta
- Kay Scarpetta bittet zu Tisch (Scarpetta’s Winter Table, 1998)
- Zum Sterben gut (Food to Die For: Secrets From Kay Scarpetta’s Kitchen, 2001)

Hammer, West und Brazil
- Die Hornisse (Hornet’s Nest, 1997)
- Kreuz des Südens (Southern Cross, 1999)
- Insel der Rebellen (Isle of Dogs, 2001)

Win Garano
- Gefahr (At Risk, 2006)
- Undercover (The Front, 2008)

Weitere Bücher
- Ruth, a Portrait: The Ruth Bell Graham Story (1983/1997, Biografie, nicht auf Deutsch erschienen)
- Life’s Little Fable (1999, Kinderbuch, nicht auf Deutsch erschienen)
- Wer war Jack the Ripper? Portrait eines Killers (Portrait of a Killer: Jack the Ripper, Case Closed, 2002, Sachbuch)

## Hörbücher (Auszug)
- 2004: Ein Fall für Kay Scarpetta, Random House Audio Köln, gekürzt, 6 CDs, 420 Min., gelesen von Gudrun Landgrebe, ISBN 3-89830-693-3
- 2010: Scarpetta Faktor, Hoffmann und Campe Hamburg, gekürzt, 6 CDs, 480 Min., gelesen von Nina Petri, ISBN 978-3-455-30689-7

## Verfilmungen
- 2010: Patricia Cornwell – Gefahr (At Risk) – Regie: Tom McLoughlin, mit Andie MacDowell, Daniel Sunjata und Ashley Williams
- 2010: Patricia Cornwell – Undercover (The Front) – Regie: Tom McLoughlin, mit Andie MacDowell, Daniel Sunjata und Ashley Williams
- 2012: Die Hornisse (Hornet’s Nest) – Regie: Millicent Shelton, mit Virginia Madsen, Sherry Stringfield und Robbie Amell